# Semidalis isabelae
Semidalis isabelae is een insect uit de familie van de dwerggaasvliegen (Coniopterygidae), die tot de orde netvleugeligen (Neuroptera) behoort. 
De wetenschappelijke naam Semidalis isabelae is voor het eerst geldig gepubliceerd door Monserrat in 1981.